# Aurélien Recoing
Aurélien Recoing (Parigi, 5 maggio 1958) è un attore francese.

## Filmografia parziale
- L'iniziazione, regia di Gianfranco Mingozzi (1987)
- La nota blu (La Note bleue), regia di Andrzej Żuławski (1991)
- Transfert pericoloso (Lacenaire), regia di Francis Girod (1996)
- La Fidélité, regia di Andrzej Żuławski (2000)
- A tempo pieno (L'Emploi du temps), regia di Laurent Cantet (2001)
- Sta' zitto... non rompere (Tais-toi!), regia di Francis Veber (2003)
- 13 Tzameti, regia di Géla Babluani (2005)
- Pardonnez-moi, regia di Maïwenn (2006)
- Giorni di guerra (L'Ennemi intime), regia di Florent-Emilio Siri (2007)
- Il resto della notte, regia di Francesco Munzi (2008)
- Diamond 13, regia di Gilles Béhat (2009)
- The Horde, regia di Yannick Dahan e Benjamin Rocher (2009)
- Kill Me Please, regia di Olias Barco (2010)
- Switch, regia di Frédéric Schoendoerffer (2011)
- Il mio migliore incubo! (Mon pire cauchemar), regia di Anne Fontaine (2011)
- La vita di Adele (La Vie d'Adèle), regia di Abdellatif Kechiche (2013)
- Fleming - Essere James Bond (Fleming: The Man Who Would Be Bond) - miniserie TV, 4 episodi (2014)
- Adults in the Room, regia di Costa-Gavras (2019)
- Black Box - La scatola nera (Boîte noire), regia di Yann Gozlan (2021)
- Belle & Sebastien - Next Generation (Belle et Sébastien: Nouvelle génération), regia di Pierre Coré (2022)
- Il grande carro (Le Grand Chariot), regia di Philippe Garrel (2023)

## Doppiatori italiani
- Massimo Lodolo in La Fidélité
- Massimo Popolizio in Il resto della notte
- Massimiliano Lotti in Diamond 13
- Diego Reggente in The Horde
- Angelo Maggi in Kill Me Please
- Leslie La Penna in Il grande carro